# 克洛德維希·霍恩洛厄-希靈斯菲斯特

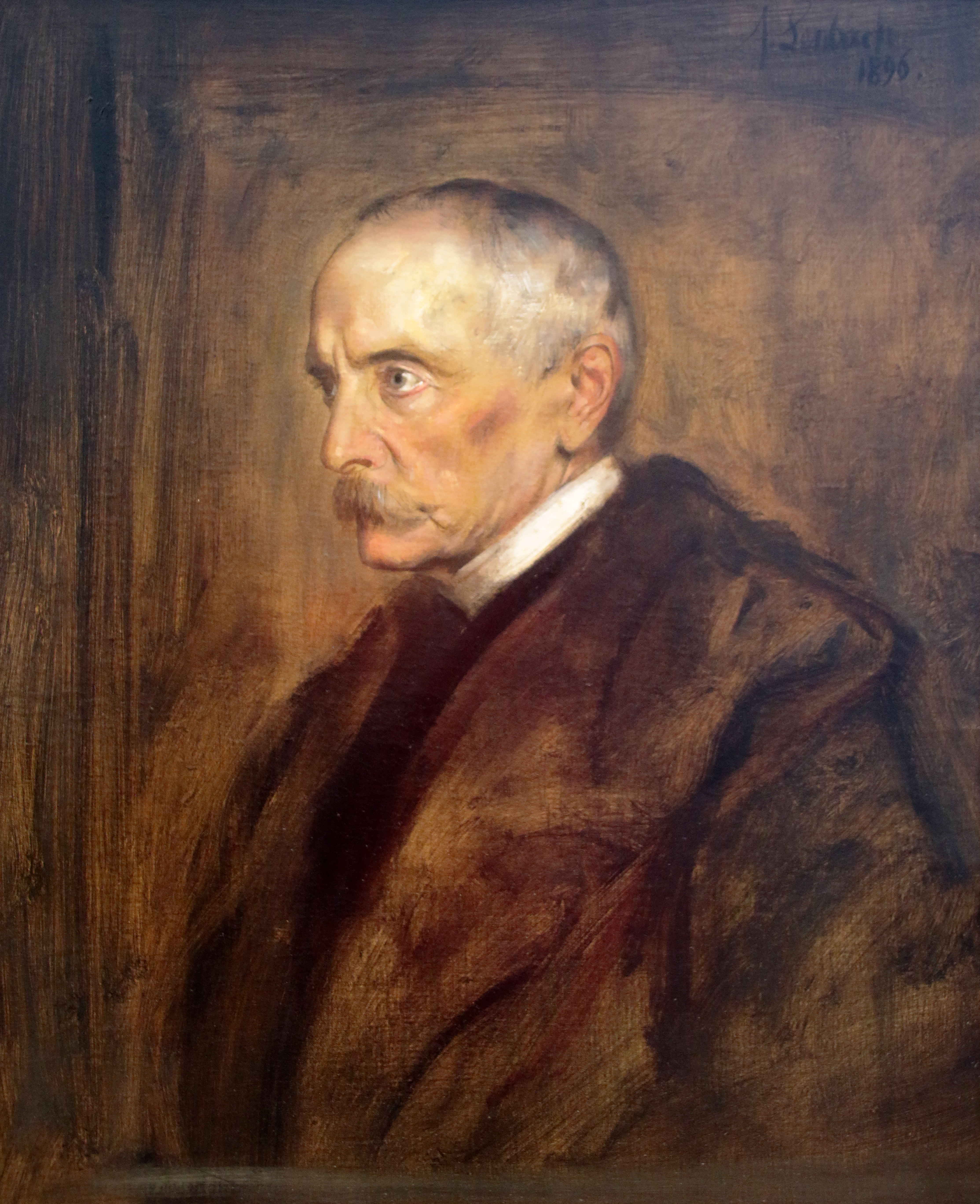
霍恩洛厄亲王, 1896年

克洛德维希·卡尔·维克托，霍恩洛厄-希灵斯菲斯特亲王，拉蒂博尔和科魏亲王（德語：Chlodwig Carl Viktor, Fürst zu Hohenlohe-Schillingsfürst, Fürst von Ratibor und Corvey，1819年3月31日—1901年7月6日），通常被称为霍恩洛厄亲王，德国政治家，德意志帝国首相兼普鲁士总理大臣（1894年10月——1900年10月）。被任命为总理之前，他还担任过巴伐利亚总理大臣（1866–1870）、德国驻巴黎大使（1873–1880）、外交大臣（1880）和阿尔萨斯-洛林总督（1885–1894）。他也是巴伐利亚的天主教徒、王室成员。拥有霍恩洛厄-希灵斯菲斯特亲王和拉蒂博尔和科魏亲王封号。曾參與三国干涉还辽。

## 生平
克洛德维希出生于黑森拿骚富尔达河畔罗滕堡，霍恩洛厄家族成员。他的父亲法蘭茲·約瑟夫是一名天主教徒，他的母亲霍恩洛厄-朗根堡的康斯坦絲公主是路德会教徒。依照惯例，克洛德维希和他的兄弟的宗教信仰跟随父亲，而他的姐妹们则跟随他们的母亲。
克洛德维希的姨妈费奥朵拉公主和英国的维多利亚女王有姐妹关系，小时候人们都猜测他会去英国发展，但他长大以后却选择到普鲁士腓特烈·威廉四世手下从一个基层文官干起，后成为巴伐利亚上院议员，1848年任法兰克福德国临时政府外交官。1866年12月普鲁士在“七周战争”中击败巴伐利亚后，由作曲家理查德·瓦格纳推荐，他出任巴伐利亚首席大臣。由于支持与北德意志联邦结盟和支持恢复关税同盟，引起巴伐利亚民族主义者的反对，终于在1870年3月倒台。
1871年他促使巴伐利亚加入德意志帝国，并担任帝国议会副议长兼联邦议会巴伐利亚代表。俾斯麦的文化斗争（新成立的德国与天主教会之间的冲突）期间，他提出禁止利用布道场所作为政治讲台的法案，并支持吧耶稣教会逐出帝国。1872年他担任帝国驻法国的大使，在巴黎呆了七年，1880年回国担任外长，1885年至1894年担任阿尔萨斯-洛林的行政长官。1894年帝国首相卡普里维伯爵利奥去职，他继任首相，在职期间，他努力阻止或弥补威廉二世的宗教狂热所造成的损失，但并未奏效。虽然他并不同意威廉粗暴的对待德国社会民主党人，比如奥古斯特·倍倍尔，但还是签署了1894年德国的反颠覆法和1897年普鲁士的反社会民主党法案，1897年伯恩哈德·冯·比洛亲王担任外交大臣，开始推行其提高德国在国际事务中的地位的“世界政策”以后，这时霍恩洛厄的影响实际上已经结束，1900年10月17日他81岁的时候辞职，由比洛接任。次年7月6任在瑞士圣加伦州巴特拉加茨去世。

## 家族头衔和房产
霍恩洛厄是6个孩子中的老二。1834年，他的母亲的妹夫維克多·阿瑪迪斯去世，他的庄园由霍恩洛厄亲王兄弟们继承。1840年10月15日，霍恩洛厄的哥哥維克多·霍恩洛厄-希靈斯菲斯特宣布放弃霍恩洛厄-希灵斯菲斯特公国的长子继承权，同时普鲁士国王腓特烈·威廉四世封他为拉蒂博尔公爵和科魏亲王。霍恩洛厄也被封为拉蒂博尔和科魏亲王。他还获得普鲁士政府爱尔福特区的特雷福尔特阁下称号。
1841年1月14日，霍恩洛厄的父亲法蘭茲·約瑟夫去世，作为次子他继承了霍恩洛厄-希灵斯菲斯特亲王爵位。但相反他放弃了他的继承权，由三弟菲利普·恩斯特（1820年5月24日－1845年5月3日）继承，1845年5月3日菲利普·恩斯特去世才由他继承为第7任亲王。
1847年2月16日，霍恩洛厄在罗德尔海姆與塞恩-維特根施泰因-塞恩的瑪麗公主結婚。她是塞恩-維特根施泰因-貝勒堡的路德維希親王的女兒、彼得·維特根施泰因的孫女，在俄罗斯帝国拥有大量庄园地产。
夫妇有六个孩子:
- 伊丽莎白·康斯坦丝·莱昂尼尔·斯蒂芬妮（Elisabeth Constanze Leonille Stephanie）（1847年11月30日，希灵斯菲斯特 - 1915年10月26日，下奥塞）
- 斯蒂芬妮·玛丽·安东尼（Stephanie Marie Antonie）（1851年7月6日，希灵斯菲斯特 - 1882年3月18日，慕尼黑）；1871年4月12日嫁给亚瑟·冯·萧伯恩-维森特海德（1846年1月30日，维尔茨堡 - 1915年9月29日，维森特海德）
- 菲利普·恩斯特，第8代霍恩洛厄-希灵斯菲斯特亲王（1853年6月5日，希灵斯菲斯特 - 1915年12月26日，巴特赖兴哈尔）；娶第1任妻子（1882年1月10日，维也纳）Chariclée Ypsilanti公主（1863年10月8日，巴黎 - 1912年6月22日，希灵斯菲斯特）; 第2任妻子morganatically（1913年8月6日， 爱丁堡） Henriette Gindra， 1914年7月10日获得赫尔伯格夫人（Frau von Hellberg）称号(1884年10月7日，维也纳 - 1952年5月15日，因斯布鲁克）
- 阿尔贝特（1857年10月14日，希灵斯菲斯特——1866年4月13日，慕尼黑）
- 莫里茲，第9代霍恩洛厄-希灵斯菲斯特亲王（1862年8月6日，林道 - 1940年2月27日， 希灵斯菲斯特）; 娶(1893年8月19日，戴克）  Altgravine Rosa of Salm-Reifferscheidt-Krautheim and Dyck（1868年4月12日， Herrschberg am Bodensee - 1942年12月1日，慕尼黑）
- 亚历山大（1862年8月6日，林道 - 1924年5月16日， 巴登韦勒）; 娶(1895年5月16日，科隆） Emanuela Gallone dei Principi di Tricase Moliterno（1854年2月19日，那不勒斯 - 1936年3月26日，那不勒斯）

## 延伸阅读
- Hohenlohe-Schillingsfürst, Prince Chlodwig zu. Memoirs of Prince Chlowig of Hohenlohe-Schillingsfuerst. London: W. Heinemann, 1906.  Chlodwig's own memoirs.
- Hohenlohe-Schillingsfürst, Prince Alexander zu. Denkwürdigkeiten. Stuttgart, 1907. An outspoken biography by Chlodwig's youngest son.
- Hedemann, Alexandrine von. My Friendship with Prince Hohenlohe. London: E. Nash, 1912.
- Fraley, Jonathan David, Jr. The Domestic Policy of Prince Hohenlohe as Chancellor of Germany, 1894-1900. 1971. A Ph.D. dissertation at Duke University.
- Stalmann, Volker: Fürst Chlodwig zu Hohenlohe-Schillingsfürst 1819-1901. Ein deutscher Reichskanzler. Schöningh, Paderborn 2009. ISBN 978-3-506-70118-3.
- Zachau, Olav. Die Kanzlerschaft des Fürsten Hohenlohe 1894-1900. Politik unter dem "Stempel der Beruhigung" im Zeitalter der Nervosität. Hamburg 2007. (Studien zur Geschichtsforschung der Neuzeit, Vol. 48)